# Jesus Skins
Hudební skupina Jesus Skins je německá křesťanská Oi!-skupina z Hamburku. Jsou považováni za zakladatele a jediné představitele křesťanské Oi!-hudby v Německu.

## Biografie
Skupina byla založena na jaře roku 1997, zakládajícími členy jsou Marek, Matouš, Lukáš a Jan. Tyto pseudonymy jsou narážky na čtyři evangelisty Nového zákona. Matouš, Marek a Lukáš byli hudebně aktivní již jako děti v 80. letech 20. století ve skupině křesťanské mládeže, svá první hudební vystoupení absolvovali u táborových ohňů německých křesťanských skautů. Po cestě do Londýna v roce 1991, byl čtvrtý člen skupiny Matouš tak nadšený z anglické Oi! scény a souvisejícího skinheadského kultu, že se mu podařilo přesvědčit i ostatní členy skupiny a další známé k založení společenství které se začalo říkat Jesus Skins.
Plán na vytvoření hudební skupiny existoval v jejich hlavách už dlouho a tak, když potkali Jana - také křesťana a přesvědčeného skinheada - založili s ním jako vedoucím zpěvákem stejnojmennou hudební skupinu. V prosinci 1997 měli sváé první veřejné vystoupení. O něco později byl ze skupiny vyloučen z důvodu nekřesťanského chování Jidáš a byl nahrazen Jiřím jako druhým zpěvákem. Po této změně následovalo rozsáhlé turné po Německu a okolních zemích.
Po singlu "8 Fäuste für ein Halleluja" vydala skupina v roce 2002 plnohodnotné album "Unser Kreuz braucht keine Haken (Náš kříž nepotřebuje žádné háčky)". Nahrávka se zabývá ironickým způsobem kombinací křesťanství a skinheadství. V roce 2004 nahrála skupina split-CD se skupinou Jewdriver. Jesus Skins hrají především coververze staré německé punkové klasiky, ale dávají textům křesťanský obsah.
Část Jesus Skins nyní hraje v Hamburku s Oi! skupinou Eight Balls.

## Diskografie
- kazeta "Seven Boots From Heaven" (1998)
- kazeta "Gospel Oi" (1998)
- kazeta "Im Auftrag des Herr'n" (1999)
- singl "8 Fäuste für ein Halleluja" (2001)
- LP/CD "Unser Kreuz Braucht Keine Haken" (2002)
- split CD se skupinou Jewdriver "Neuer Wein Aus Alten Schläuchen / Hail the Jew Dawn" (2004).